# Константинос Аврасоглу
Константинос Аврасоглу (на гръцки: Κωνσταντίνος Αβράσογλου) е гръцки просветен деец и революционер, деец на Гръцката въоръжена пропаганда в Македония от началото на XX век. 

## Биография
Роден е в тракийския град Станимака. От 1906 до 1909 година е директор на гръцките училища в Гевгели и е основен деец на гръцкия революционен комитет в града. Обявен е за агент от I ред.